# Erich Hackl (Bankmanager)
Erich Werner Hackl (* 27. September 1952 in Voitsberg) ist ein österreichischer Bankmanager, der in führenden Positionen im österreichischen Volksbank-Verbund tätig ist und war.

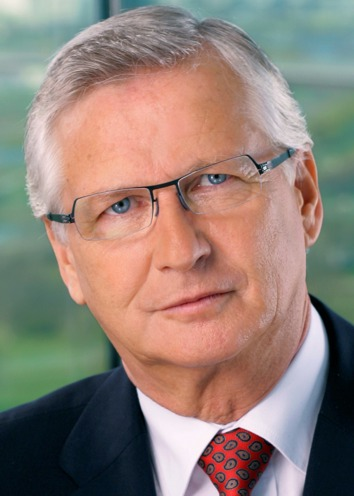
KR Erich Hackl, 2012

## Berufsweg
Ab September 1969 war er Angestellter der Volksbank Köflach reg.Gen.m.b.H (heute: Volksbank für die Süd- und Weststeiermark reg.Gen.m.b.H. in Köflach), deren Geschäftsführer er im Februar 1977 wurde und ab 1985 als Vorsitzender des Vorstandes 1985 bestellt war. Im Jänner 1998 wurde er Mitglied des Vorstandes der Österreichischen Volksbanken AG mit Sitz in Wien und wechselte im Juli 2008 zur Allgemeinen Bausparkasse reg.Gem.m.b.H., in Wien, wo er die Aufgaben als Vorstandsvorsitzender und Generaldirektor wahrnahm. Diese führte er bis zu seinem Ruhestand, welcher im Oktober 2012 begann.

## Auszeichnungen
- Ehrenring der Stadt Köflach
- „Schulze-Delitzsch-Medaille in Gold am Bande“ des Österreichischen Genossenschaftsverbandes
- Berufstitel Kommerzialrat
- Silberne Ehrenmedaille der Wirtschaftskammer Wien

## Wichtigste Funktionen
- Mitglied des Verbandsrates des Österreichischen Genossenschaftsverbandes (1999–2012)
- Mitglied des Aufsichtsrates der Österreichischen Volksbanken-Aktiengesellschaft (1991–1997, 2008–2012)
- Mitglied der Spartenkonferenz der Wirtschaftskammer Wien (2000–2012)
- Aufsichtsratsvorsitzender der PayLife Bank GmbH (2006–2008)
- Generaldirektor der Allgemeinen Bausparkasse (2008)[2]
- Aufsichtsratsvorsitzender der IMMO-Bank AG (2010–2012)
- Gründungsmitglied der Austrian Financial Planners[3]

## Familie
Die Eltern betrieben in Köflach eine Konditorei, sein älterer Bruder Günther war ebenfalls im Bankwesen tätig.
Mit seiner Gattin Ingeborg, geb. Hiebler, hat er drei Kinder (Heidrun, Erich und Katrin) und sechs Enkelkinder. Seit 2005 lebt der Großteil der Familie in Klosterneuburg.